# Bahrain-Merida/Saison 2018
Diese Liste beschreibt die Mannschaft und die Erfolge des Radsportteams Bahrain-Merida in der Saison 2018.

## Erfolge in der UCI WorldTour
In der Saison 2018 gelangen dem Team nachstehende Erfolge in der UCI WorldTour.
| Datum          | Rennen                       | Sieger          |
| -------------- | ---------------------------- | --------------- |
| 17. März       | Mailand-Sanremo              | Vincenzo Nibali |
| 15. Mai        | 10. Etappe Giro d’Italia     | Matej Mohorič   |
| 11. Juni       | 3. Etappe Tour de Suisse     | Sonny Colbrelli |
| 13.–19. August | Gesamtwertung BinckBank Tour | Matej Mohorič   |

## Erfolge in der UCI Asia Tour
In der Saison 2018 gelangen dem Team nachstehende Erfolge in der UCI Asia Tour.
| Datum      | Rennen                    | Kat. | Sieger          |
| ---------- | ------------------------- | ---- | --------------- |
| 9. Februar | 4. Etappe Dubai Tour      | 2.HC | Sonny Colbrelli |
| 22. Mai    | 2. Etappe Japan-Rundfahrt | 2.1  | Grega Bole      |
| 26. Mai    | 7. Etappe Japan-Rundfahrt | 2.1  | Grega Bole      |

## Erfolge in der UCI Europe Tour
In der Saison 2018 gelangen dem Team nachstehende Erfolge in der UCI Europe Tour.
| Datum          | Rennen                              | Kat. | Sieger              |
| -------------- | ----------------------------------- | ---- | ------------------- |
| 4. März        | Gran Premio Industria & Artigianato | 1.HC | Matej Mohorič       |
| 17. April      | 1. Etappe Kroatien-Rundfahrt        | 2.HC | Niccolò Bonifazio   |
| 19. April      | 3. Etappe Kroatien-Rundfahrt        | 2.HC | Kanstanzin Siuzou   |
| 20. April      | 5. Etappe Tour of the Alps          | 2.HC | Mark Padun          |
| 21. April      | 5. Etappe Kroatien-Rundfahrt        | 2.HC | Manuele Boaro       |
| 17.–22. April  | Gesamtwertung Kroatien-Rundfahrt    | 2.HC | Kanstanzin Siuzou   |
| 1. Juni        | 1. Etappe Hammer Sportzone Limburg  | 2.1  | Bahrain-Merida      |
| 3. Juni        | Gran Premio di Lugano               | 1.1  | Hermann Pernsteiner |
| 7. Juli        | 1. Etappe Österreich-Rundfahrt      | 2.1  | Matej Mohorič       |
| 8. Juli        | 2. Etappe Österreich-Rundfahrt      | 2.1  | Giovanni Visconti   |
| 10. Juli       | 4. Etappe Österreich-Rundfahrt      | 2.1  | Giovanni Visconti   |
| 13. Juli       | 7. Etappe Österreich-Rundfahrt      | 2.1  | Antonio Nibali      |
| 14. Juli       | 8. Etappe Österreich-Rundfahrt      | 2.1  | Giovanni Visconti   |
| 25. August     | 3. Etappe Deutschland Tour          | 2.1  | Matej Mohorič       |
| 23.–26. August | Gesamtwertung Deutschland Tour      | 2.1  | Matej Mohorič       |
| 16. September  | Coppa Bernocchi                     | 1.1  | Sonny Colbrelli     |
| 11. Oktober    | GranPiemonte                        | 1.HC | Sonny Colbrelli     |

## Erfolge in den Nationalen Straßen-Radsportmeisterschaften
In den Rennen der Nationalen Straßen-Radsportmeisterschaften 2018 konnte das Team nachstehende Titel erringen.
| Datum    | Rennen                                    | Fahrer         |
| -------- | ----------------------------------------- | -------------- |
| 24. Juni | Spanische Meisterschaft – Straßenrennen   | Gorka Izagirre |
| 24. Juni | Slowenische Meisterschaft – Straßenrennen | Matej Mohorič  |

## Mannschaft
| Teamkader 2018                            | Teamkader 2018     | Teamkader 2018 | Teamkader 2018                       |
| Name                                      | Geburtsdatum       | Land           | Vorheriges Team                      |
| ----------------------------------------- | ------------------ | -------------- | ------------------------------------ |
| Valerio Agnoli                            | 6. Januar 1985     | Italien        | Astana (2016)                        |
| Yukiya Arashiro                           | 22. September 1984 | Japan          | Lampre-Merida (2016)                 |
| Manuele Boaro                             | 12. März 1987      | Italien        | Tinkoff (2016)                       |
| Grega Bole                                | 13. August 1985    | Slowenien      | Nippo-Vini Fantini (2016)            |
| Niccolò Bonifazio                         | 29. Oktober 1993   | Italien        | Trek-Segafredo (2016)                |
| Borut Božič                               | 8. August 1980     | Slowenien      | Cofidis, Solutions Crédits (2016)    |
| Sonny Colbrelli                           | 17. Mai 1990       | Italien        | Bardiani CSF (2016)                  |
| Feng Chun-kai                             | 2. November 1988   | Chinese Taipei | Lampre-Merida (2016)                 |
| Iván García Cortina                       | 20. November 1995  | Spanien        | Klein Constantia (2016)              |
| Enrico Gasparotto                         | 22. März 1982      | Italien        | Wanty-Groupe Gobert (2016)           |
| Heinrich Haussler                         | 25. Februar 1984   | Australien     | IAM Cycling (2016)                   |
| Gorka Izagirre                            | 7. Oktober 1987    | Spanien        | Movistar Team (2017)                 |
| Ion Izagirre                              | 4. Februar 1989    | Spanien        | Movistar Team (2016)                 |
| Kristijan Koren                           | 25. November 1986  | Slowenien      | Cannondale-Drapac (2017)             |
| Matej Mohorič                             | 19. Oktober 1994   | Slowenien      | UAE Team Emirates (2017)             |
| Ramūnas Navardauskas                      | 30. Januar 1988    | Litauen        | Cannondale-Drapac (2016)             |
| Antonio Nibali                            | 23. September 1992 | Italien        | Nippo-Vini Fantini (2016)            |
| Vincenzo Nibali                           | 14. November 1984  | Italien        | Astana (2016)                        |
| Domen Novak                               | 12. Juli 1995      | Slowenien      | Adria Mobil (2016)                   |
| Mark Padun                                | 6. Juli 1996       | Ukraine        | Colpack (2017)                       |
| Franco Pellizotti                         | 15. Januar 1978    | Italien        | Androni Giocattoli-Sidermec (2016)   |
| David Per                                 | 13. Februar 1995   | Slowenien      | Adria Mobil (2016)                   |
| Hermann Pernsteiner                       | 7. August 1990     | Österreich     | Amplatz-BMC (2017)                   |
| Luka Pibernik                             | 23. Oktober 1993   | Slowenien      | Lampre-Merida (2016)                 |
| Domenico Pozzovivo                        | 30. November 1982  | Italien        | AG2R La Mondiale (2017)              |
| Kanstantsin Siutsou                       | 9. August 1982     | Belarus        | Dimension Data (2016)                |
| Giovanni Visconti                         | 13. Januar 1983    | Italien        | Movistar Team (2016)                 |
| Wang Meiyin                               | 26. Dezember 1988  | China          | Wisdom-Hengxiang Cycling Team (2016) |
|                                           |                    |                |                                      |
| Quellen: ProCyclingStats Cycling Quotient |                    |                |                                      |